# 宗佑
宗佑（1460年—？年），字元吉，浙江寧波府鄞縣人，民籍，治《易經》，明朝政治人物。

## 生平
成化十九年（1483年）癸卯科浙江鄉試第七十二名舉人。弘治三年（1490年）中式庚戌科會試第一百二十九名，二甲第六十二名進士。

## 家族
曾祖宗仲賢；祖父宗士英，封知縣；父宗顯，都察院經歷。前母任氏（贈孺人）；母史氏。